# Альберто Аццо II д’Эсте
Альберто Аццо II д’Эсте (итал. Alberto Azzo II d’Este; 10 июля 1009, Модена — 20 августа 1097, Леньяго, Венеция) — граф Луниджаны и Милана, синьор Ровиго, первый из династии, носивший титул сеньора д’Эсте.

## Биография
Альберто Аццо II — сын Альберто Аццо I, графа Луни, Тортоны, Женевы и Милана. 
Датой его рождения часто указывается 996 год. Основанием тому служит запись о его смерти в хрониконе Бертольда от 1097 года - iam maior centenario, то есть умер в столетнем возрасте. То есть имеется в виду, что он был очень старый.

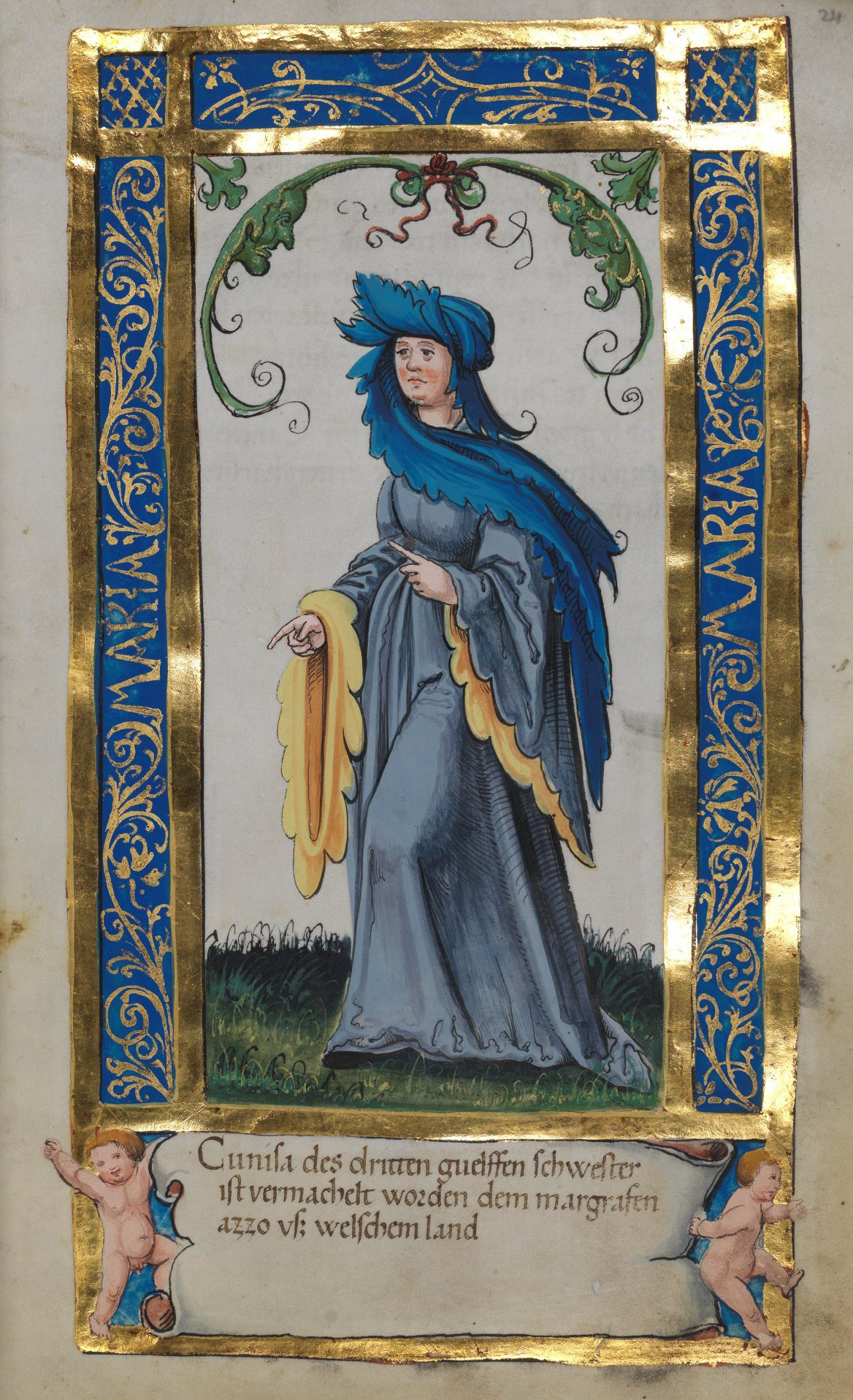
Кунигунда Альтдорфская

На самом деле Альберто Аццо II впервые упоминается в документе от 6 июня 1021 года и вероятно родился незадолго до этого.
При нём был построен замок д’Эсте, вокруг которого со временем из маленькой деревни вырос город. В 1073 году Альберто Аццо II сделал Эсте своей резиденцией.
В 1077 году император Генрих IV подтвердил его сыновьям Уго и Фулько права на наследственные владения.
В борьбе императора с папой Григорием VII Альберто Аццо II старался поддерживать хорошие отношения с обеими сторонами.

### Семья
Он был женат (с 1035 года) на Кунигунде Альтдорфской (р. ок. 1020, ум. 1055), дочери графа Вельфа II. Их сын Вельф IV, переселившийся в Германию, стал родоначальником второй династии Вельфов. 
Второй женой Альберто Аццо II (1049/1051) была Гарселинда (Гарсенда), дочь графа Мэна Герберта I. От этого брака родился Уго, граф Мэна в 1069—1093. Другой их сын, Фулько I, стал первым, кто принял титул маркиза д’Эсте.